# Scream 4
Scream 4 (Brasil: Pânico 4 / Portugal: Gritos 4) é um filme norte-americano do gênero terror, dirigido por Wes Craven e escrito por Kevin Williamson. Produzido pela Outerbanks Entertainment e distribuído pela Dimension Films, é a sequência de Pânico 3 (2000) e o quarto filme da série Pânico. O filme é estrelado por David Arquette, Neve Campbell, Courteney Cox, Emma Roberts, Hayden Panettiere, Anthony Anderson, Alison Brie, Adam Brody, Rory Culkin, Marielle Jaffe, Erik Knudsen, Mary McDonnell, Marley Shelton e Nico Tortorella. O filme se passa no décimo quinto aniversário dos assassinatos originais de Woodsboro, em Pânico (1996), e acompanha Sidney Prescott (Campbell) retornando à cidade após dez anos, onde Ghostface mais uma vez começa a matar alunos da Woodsboro High. Assim como seus antecessores, Pânico 4 combina a violência do gênero slasher com elementos de humor negro e mistério policial para satirizar os clichês dos remakes de filmes. O filme também fornece comentários sobre o uso extensivo das mídias sociais e a obsessão pela fama na internet.
A série foi originalmente planejada para ser uma trilogia. No entanto, em junho de 2008, a The Weinstein Company anunciou que um quarto filme estava em desenvolvimento, com Craven confirmado para dirigir em março de 2010. Em setembro de 2009, Arquette, Campbell e Cox foram anunciados para retornar, após o que o processo de seleção de elenco durou entre abril e setembro de 2010. As filmagens principais começaram em junho de 2010 e terminaram em setembro do mesmo ano, ocorrendo em Ann Arbor, Michigan. As cenas ambientadas na Woodsboro High School foram filmadas na Woodworth Middle School em Dearborn, Michigan. Ehren Kruger, que anteriormente escreveu o roteiro de Pânico 3, foi contratado para reescrever o roteiro durante a produção. As refilmagens foram filmadas no início de 2011, após as exibições de teste.
Pânico 4 estreou no TCL Chinese Theatre, em Los Angeles, em 11 de abril de 2011, e foi lançado nos Estados Unidos em 15 de abril de 2011, pela Dimension Films. O filme recebeu críticas mistas na época do lançamento, com elogios às atuações, direção e humor, mas críticas pela ausência de sustos e pela dependência de fórmulas clichês. No entanto, muitos o consideraram uma melhoria em relação ao seu antecessor, e o filme recebeu diversas reavaliações positivas desde então, especialmente por sua análise presciente do impacto das mídias sociais. O filme arrecadou US$ 97 milhões no mundo todo, com um orçamento de US$ 40 milhões, tornando-se o filme de menor bilheteria da franquia Pânico.
Pânico 4 foi o último filme dirigido por Craven antes de sua morte em 2015. Foi seguido pela série antológica de televisão Pânico (2015-2019), desenvolvida para a MTV sem o envolvimento do elenco principal ou da equipe técnica dos filmes, embora Jackson tenha retornado para dublar Ghostface na terceira temporada. Um quinto filme, Pânico, foi lançado em 14 de janeiro de 2022, pela Paramount Pictures.

## Enredo
No décimo quinto aniversário dos assassinatos originais de Woodsboro, as estudantes Jenny Randall e Marnie Cooper são atacadas e brutalmente assassinadas por um novo Ghostface. No dia seguinte, Sidney Prescott retorna a Woodsboro para promover seu novo livro, Out of Darkness, com sua publicitária Rebecca Walters. Depois que a evidência é encontrada no carro alugado de Sidney, ela se torna uma suspeita nos assassinatos e deve permanecer na cidade até que os assassinatos sejam resolvidos. 
A prima adolescente de Sidney, Jill Roberts, que está lidando com a traição de seu ex-namorado, Trevor  Sheldon, recebe um telefonema ameaçador de Ghostface. Ela e suas amigas, Olivia Morris e Kirby Reed, são questionadas sobre seus telefonemas por Dewey Riley, que agora é o xerife da cidade, enquanto um de seus deputados, Judy Hicks, o auxilia no caso. Enquanto isso, a esposa de Dewey, Gale Weathers-Riley, está lutando com o bloqueio do escritor. Ela desiste da escrita e decide investigar o assassinato em seu lugar.
Sidney fica com sua tia Kate Roberts. Mais tarde naquela noite, Olivia, que vive ao lado de Jill, é atacada e morta por Ghostface enquanto Jill e Kirby assistem com horror. Sidney e Jill correm para tentar salvar Olivia, mas o assassino as machuca e foge. Sidney e Jill são levadas para o hospital. Mais tarde, na garagem do hospital, Ghostface assassina Rebecca. Gale, tentando resolver os assassinatos, pede a ajuda de dois fanáticos do cinema da escola, Charlie Walker e Robbie Mercer, que explicam que o assassino está usando as regras dos remakes de filmes para assassinar. Charlie conclui que o assassino provavelmente irá atacar uma festa que está sendo realizada naquela noite. Gale vai para a festa para investigar. Ghostface ataca ela, mas foge quando Dewey chega. Dewey a leva para o hospital. Os policiais Hoss e Perkins, designados para vigiar a casa de Jill e Kate, são mortos pelo Ghostface. Na casa de Kate, Sidney descobre que Gale quase foi assassinada. Ela também descobre que Jill deixou a residência e foi para a casa de Kirby. Sidney vai falar com Kate, mas o assassino aparece e persegue Kate e ela. Na tentativa subsequente de impedir que Ghostface entre na casa, Kate é esfaqueada e morta. Depois que a deputada Hicks chega, Sidney corre para a casa de Kirby para salvar Jill sozinha.
Jill, Kirby, Charlie, Robbie e Trevor estão na casa de Kirby quando Ghostface aparece e apunhala e mata Robbie bêbado. Sidney chega à casa. Kirby é forçada a responder trivia do filme de terror para salvar Charlie, que está amarrado fora. Sidney vai subir para encontrar Jill, prometendo voltar para Kirby. Depois que Kirby responde às perguntas de Ghostface, ela sai para desatar Charlie, acreditando que ela ganhou o jogo. Ele inesperadamente a esfaqueia duas vezes no estômago e revela-se como Ghostface, antes de deixá-la para morrer. Sidney é então atacada por Charlie e esfaqueada por um segundo Ghostface, que se revela como Jill. Ela e Charlie explicam que eles cometeram os assassinatos como parte de um remake dos primeiros assassinatos. Jill ainda revela que ela fez isso por causa da raiva e ciúme da fama de Sidney e ela quer a atenção que Sidney tem para sobreviver aos assassinatos. Eles também revelam que eles pretendem enquadrar Trevor como Ghostface. Charlie então puxa Trevor para fora do armário; Jill mata Trevor atirando nele na virilha e depois na cabeça. Charlie pede Jill para esfaqueá-lo não fatalmente para fazê-los parecer vítimas; Jill responde apunhalando-o até a morte, com a intenção de prendê-lo como cúmplice de Trevor e tornar-se a única sobrevivente. Jill apunhala Sidney novamente antes de se machucar para fazer parecer que Trevor a atacou. Mais tarde, Dewey, Judy e o resto da polícia tropeçam na carnificina.
Jill é levada ao hospital. Depois de descobrir que Sidney sobreviveu, ela vai para seu quarto para acabar com ela. Dewey, Gale e Judy intervêm, tendo sido informados por um detalhe sobre a lesão de Gale que Jill de alguma forma sabia. Jill subjuga todos os socorristas de Sidney com a arma de Dewey, o que dá a Sidney a chance de eletrocutar Jill antes de atirar no peito, finalmente matando-a. Dewey telefona em todas as unidades policiais, enquanto os repórteres de mídia confirmam Jill, de forma imprecisa, como a "heroína" e "única sobrevivente" do novo massacre de Woodsboro, dando a Jill os quinze minutos de fama que ela tão desesperadamente ansiava.

## Elenco
- Neve Campbell como Sidney Prescott
- Emma Roberts como Jill Roberts
- Courteney Cox como Gale Weathers-Riley
- David Arquette como Xerife Dewey Riley
- Hayden Panettiere como Kirby Reed
- Marley Shelton como Judy Hicks
- Rory Culkin como Charlie Walker
- Anthony Anderson como Detetive Perkins
- Adam Brody como Detetive Hoss
- Mary McDonnell como Kate Roberts
- Marielle Jaffe como Olivia Morris
- Alison Brie como Rebecca Walters
- Erik Knudsen como Robbie Mercer
- Nico Tortorella como Trevor Sheldon
- Aimee Teegarden como Jenny Randall
- Britt Robertson como Marnie Cooper
- Lucy Hale como Sherrie Marconi
- Shenae Grimes como Trudie Harrold
- Anna Paquin como Rachel Milles
- Kristen Bell como Chloe Buckley
- Gordon Michaels como Detetive Jenkins
- Roger Jackson como Ghostface (Voz)
- Nancy O'Dell como Apresentadora de TV

## Produção

### Desenvolvimento
Pânico 4 foi anunciado pela The Weinstein Company em julho de 2008, com Wes Craven dizendo que não se importaria de dirigir o filme se o roteiro fosse tão bom quanto o de Pânico. Kevin Williamson, o roteirista de Pânico e Pânico 2, confirmou seu retorno em janeiro de 2010, afirmando que a produção do quarto filme começaria durante o hiato de sua série The Vampire Diaries e que Craven dirigiria o filme. Em março de 2010, foi confirmado que Craven de fato dirigiria.
Em maio de 2010, Cathy Konrad, que produziu os três primeiros filmes da série, entrou com uma ação judicial de US$ 3 milhões contra a The Weinstein Company, alegando que eles violaram um acordo escrito que dava à sua empresa, Cat Entertainment, os primeiros direitos de produzir todos os filmes da série. Os Weinsteins argumentaram que este contrato exigia que os serviços de Konrad fossem exclusivos para a franquia, o que Konrad chama de "falso pretexto", alegando que o filme anterior não exigia essa condição. O processo acusou os Weinsteins de comportamento sub-reptício e "um esquema para forçar os demandantes a abandonar a franquia Pânico sem compensação", permitindo que eles cortassem custos ao contratar outra pessoa para produzir (a esposa de Craven, Iya Labunka, não nomeada no processo). Em abril de 2011, foi relatado que os Weinsteins fizeram um acordo extrajudicial com Konrad, os detalhes permanecendo confidenciais, embora tenha sido alegado que ela receberia um pagamento em dinheiro mais uma porcentagem dos lucros de Pânico 4.

### Escrita
Craven afirmou que não houve assassinatos de Ghostface "na vida real" entre a década de Pânico 3 e Pânico 4, mas que houve inúmeras sequências para o filme dentro do filme "Stab". Ele também comentou sobre a situação de Sidney Prescott: "Ela fez o possível para superar os eventos que ocorreram nos filmes anteriores, chegando a lançar um livro de sucesso". Craven disse que sequências intermináveis, a enxurrada moderna de remakes, estúdios de cinema e diretores são os alvos das paródias no filme. Os personagens principais precisam descobrir onde o gênero de terror está nos dias atuais para entender os eventos modernos que acontecem com eles e ao seu redor. Williamson expressou seu desejo de contar uma história na qual o público realmente se importasse com os personagens, como Sidney Prescott, que sobreviveu aos três primeiros filmes, e se concentrasse neles em vez da próxima morte, em comparação a outros filmes de terror como os da franquia Jogos Mortais.
Em um rascunho inicial do roteiro, Gale e Dewey tinham um bebê, mas isso foi alterado após se decidir que trazer um bebê para o filme tornaria as filmagens "impossíveis". Em outra versão inicial do roteiro, a cena de abertura mostrava Sidney brigando com Ghostface e sendo deixada para morrer. Haveria um intervalo de dois anos na história enquanto ela se recuperava; no entanto, Bob Weinstein temia que isso desacelerasse o ritmo da história e que trazer personagens jovens seria a melhor opção.
Havia inúmeras outras diferenças entre o roteiro original e a versão que finalmente chegou às telas. Por exemplo, as sequências de abertura foram alteradas, como pode ser visto nas versões alternativas e cenas deletadas do DVD. Além disso, o Stabathon e as sequências envolvendo Gale sendo atacado ali não apareciam no roteiro original. Outra grande diferença foi o final. As cenas finais no hospital foram adicionadas posteriormente no processo de escrita. O roteiro original terminava na casa, com Jill sendo colocada na ambulância e conversando com Dewey, concordando em dar aos fotógrafos uma foto sob o pretexto de que eles a deixariam em paz (embora ela realmente quisesse que eles a fotografassem). Nesse momento, um paramédico de dentro da casa grita que eles têm uma mulher viva, não especificada, mas presumivelmente Sidney ou Kirby. O filme teria terminado nesse momento de suspense, presumivelmente colocando Jill como uma antagonista/anti-heroína no próximo filme. Havia rumores de que Sidney possivelmente sofreria de amnésia no próximo filme, incapaz de se lembrar de que Jill era a assassina. Também houve rumores de que Williamson ficou chateado porque esse final foi alterado.
O roteirista de Pânico 3, Ehren Kruger, foi contratado durante a produção para reescrever o roteiro. Craven disse: "Veja bem, houve um período conturbado em que as coisas passaram de Kevin para Ehren. Eu me inscrevi para escrever um roteiro do Kevin e, infelizmente, ele não foi até o final das filmagens. Mas certamente é o roteiro, o conceito, os personagens e os temas do Kevin". Reescritas adicionais foram feitas por Paul Harris Boardman. Foi relatado que os atores não receberam o roteiro de 140 páginas depois da página 75 para proteger a identidade do assassino do Ghostface.

### Elenco
Em setembro de 2009, a Variety informou que Neve Campbell, David Arquette e Courteney Cox retornariam. Craven explicou brevemente seus papéis em uma entrevista posterior à Entertainment Weekly, dizendo: "É uma integração total desses três e das crianças novas. A história de Sid, Gale e Dewey é parte importante do filme." Em uma coletiva de imprensa para Repo Men, Liev Schreiber—que interpretou Cotton Weary nos três primeiros filmes - afirmou que não havia planos para seu retorno. Em entrevista à FEARnet, Williamson continuou a negar o rumor de retorno de Jamie Kennedy: "Eu adoraria ter Jamie Kennedy no filme. No entanto, ter Randy no filme, é meio que... Quer dizer, Pânico 2 foi uma mentira, sabe? É uma jogada em falso. Então, eu simplesmente não vou fazer isso. Eu não posso fazer isso. Eu simplesmente não vou fazer isso." Em abril, mais de 12 listas de elenco foram disponibilizadas ao público para compra para as audições do filme.
Em maio de 2010, Hayden Panettiere e Rory Culkin assinaram. Ashley Greene recebeu a oferta do papel da prima de Sidney, Jill, mas o papel mais tarde foi para Emma Roberts. Lake Bell interpretaria a delegada Judy Hicks, mas desistiu quatro dias antes das filmagens devido a conflitos de agenda, fazendo com que o papel fosse para Marley Shelton. Nancy O'Dell repete seu papel do segundo e terceiro filmes como repórter. Roger L. Jackson retornou como a voz de Ghostface. Lauren Graham interpretaria Kate Roberts, a mãe do personagem de Roberts, mas desistiu alguns dias depois de começar a filmar. Craven, assim como nos três filmes anteriores, faz uma participação especial e recorreu ao Twitter para pedir aos fãs que escolhessem seu papel (a participação especial, no entanto, foi excluída da versão final do filme). O Hollywood Reporter informou que Anna Paquin e Kristen Bell fazem participações especiais no começo do filme, assim como Drew Barrymore e Jada Pinkett Smith no primeiro e segundo filmes. Kristen Stewart inicialmente recusou a participação especial no começo do filme, pois achava que não conseguiria imitar Drew Barrymore. Shenae Grimes e Lucy Hale também fazem participações especiais no filme. Em setembro de 2010, Aimee Teegarden e Britt Robertson foram escaladas para os papéis iniciais do filme, Jenny Randall e Marnie Cooper.

### Filmagens
Com um orçamento de US$ 40 milhões, as filmagens principais começaram em 28 de junho de 2010. As filmagens estavam programadas para terminar em 6 de setembro, após 42 dias de filmagem, mas foram concluídas em 24 de setembro. As filmagens ocorreram em Ann Arbor, Michigan, e arredores. Cenas retratando a Woodsboro High School apresentadas no filme Scream original foram filmadas na Woodworth Middle School em Dearborn, Michigan. O antigo Tribunal do 16º Distrito em Livonia, Michigan, era usado como delegacia de polícia.
Em abril de 2010, enquanto procurava uma livraria para o filme, Craven avistou uma livraria nova que ainda não havia sido inaugurada no centro de Northville, Michigan, chamada Next Chapter Bookstore Bistro. Craven adorou o prédio e o nome imediatamente, e decidiu usar ambos no filme. Ele também contratou o chef do proprietário para preparar a comida e os doces para uma cena do filme. As cenas foram filmadas na primeira semana de julho. Após a exibição teste em janeiro, Craven e Weinstein não acharam as cenas bem recebidas pelo público. Aimee Teegarden e Alison Brie retornaram a Detroit no final de janeiro e início de fevereiro de 2011 para quatro dias adicionais de filmagem. As cenas envolviam a personagem de Teegarden, que é perseguida em casa, e a personagem de Brie, que é atacada em um estacionamento.
O filme também utilizou extensivamente imagens geradas por computador pela primeira vez na franquia. Por exemplo, em vez de usar uma "faca em colapso", a lâmina da faca foi adicionada durante a pós-produção com efeitos CGI. A cena da morte de Anderson, na qual ele é esfaqueado na testa e anda alguns metros enquanto fala antes de finalmente cair e morrer, não estava no roteiro, mas foi inspirada por uma "emergência médica real" que Craven viu em um documentário sobre uma pessoa sendo esfaqueada na cabeça e entrando em um pronto-socorro. Ele achou "extraordinário alguém ser esfaqueado na cabeça e ainda estar vivo por um tempo". Craven também não contou ao estúdio que estava adotando essa abordagem para a cena da morte, brincando que esperava não ser demitido no dia seguinte.

## Lançamento
O filme foi lançado na América do Norte em 15 de abril de 2011.
Pânico 4 foi lançado pela primeira vez em DVD e Blu-ray no México em 5 de agosto de 2011. Mais tarde, foi lançado no Reino Unido e na Irlanda em 22 de agosto de 2011, no Canadá e nos Estados Unidos em 4 de outubro de 2011, e na Austrália e Nova Zelândia em 13 de outubro de 2011. Nas paradas de aluguel de DVD e Blu-ray dos EUA, Pânico 4 entrou em segundo lugar na semana de lançamento. O filme então passou 7 semanas consecutivas entre os vinte primeiros da parada. Pânico 4 estreou na televisão em 20 de abril de 2012, no canal a cabo Showtime. Em dezembro de 2012, a Showtime apresentou Pânico 4 durante uma prévia gratuita de fim de semana, onde o canal estava disponível em mais de 80 milhões de lares nos Estados Unidos. Em 19 de abril de 2013, Pânico 4 foi adicionado ao serviço de streaming online da Netflix. Para promover o lançamento em DVD e Blu-ray, a Universal Studios produziu "Terror Tram: SCRE4M For Your Life" como um evento apresentado no Halloween Horror Nights anual entre setembro e outubro de 2011.
O filme arrecadou US$ 10,3 milhões em vendas de DVD's.

## Recepção

### Bilheteria
Pânico 4 arrecadou US$ 38,2 milhões nos Estados Unidos e Canadá, e US$ 59 milhões em outros territórios, totalizando US$ 97,2 milhões, contra seu orçamento de US$ 40 milhões.
O filme foi lançado em 3.305 cinemas em 4.400 telas e arrecadou mais de US$ 1 milhão em suas pré-estreias à meia-noite. O filme arrecadou US$ 8,7 milhões na sexta-feira e US$ 19,3 milhões no fim de semana de estreia, ficando em segundo lugar nas bilheterias. Segundo especialistas da indústria, o fim de semana de estreia do filme foi "decepcionante", experimentando a terceira pior abertura da franquia Scream. No segundo fim de semana, caiu para o quinto lugar, arrecadando US$ 7 milhões (US$ 7,8 milhões nos quatro dias da Páscoa), e depois US$ 2,2 milhões no terceiro fim de semana.
Em seu primeiro fim de semana mundial, o filme arrecadou US$ 37,3 milhões em 30 territórios, atrás apenas do Rio, que arrecadou US$ 53,9 milhões em 62 territórios. O filme liderou as bilheterias no Reino Unido, arrecadando mais de £ 2 milhões, ficou em segundo lugar na França, em terceiro no México e em quarto na Austrália.

### Crítica
No agregador de críticas Rotten Tomatoes, o filme tem uma taxa de aprovação de 60%, com base em 190 avaliações, com uma pontuação média de 5,8/10. O consenso crítico do site diz: "A franquia está mostrando a idade, mas Pânico 4 é inegavelmente uma melhoria em relação ao seu antecessor, com humor meta e mortes inteligentes na medida certa." No Metacritic, o filme recebeu uma pontuação média ponderada de 52 de 100 com base em 32 críticos, indicando "críticas mistas ou médias". O público pesquisado pelo CinemaScore deu ao filme uma nota média de "B−" em uma escala de A+ a F.
Roger Ebert deu ao filme duas de quatro estrelas, criticando-o por usar a fórmula clichê do gênero slasher, mas elogiando a direção de Craven e o diálogo de Williamson. A Empire deu ao filme duas de cinco estrelas, criticando a fórmula antiquada e a falta de fator assustador. O New York Daily News achou que o filme era "antigo" e que "confiar em clichês óbvios não parece mais irônico, apenas fácil". O Toronto Sun deu ao filme uma crítica mista, escrevendo que "esta parte não chega nem perto da explosão de novidades e estilo do original de 1996. De repente, é o thriller de terror que, tipo, seus pais estão animados"; no entanto, a crítica elogiou o diretor Wes Craven. Colin Covert, do Minneapolis Star Tribune, deu ao filme uma nota perfeita de quatro de quatro estrelas, elogiando a combinação de sustos, comédia e reviravoltas.
O Boston Herald escreveu que o filme é "muitas vezes divertido", mas muito longo. Lisa Kennedy, do Denver Post, afirmou que Pânico 4 "presta muitas homenagens ao original de 1996", mas que não chega nem perto de sua grandeza, apesar de chamá-lo de "um nível acima da maioria dos filmes de terror". Lisa Schwarzbaum, da Entertainment Weekly, elogiou o filme, afirmando: "É um lembrete vertiginoso de tudo o que tornou Pânico um grito tão novo em primeiro lugar", enquanto Betsy Sharkey do Los Angeles Times escreveu que "Pânico 4 encontra uma maneira de fazer jus ao seu passado sangrento enquanto cria novos terrores de novas maneiras". Peter Travers, da Rolling Stone, deu ao filme duas de quatro estrelas, criticando o tom cômico.
Nos anos desde seu lançamento, muitos atribuíram a Pânico 4 o prenúncio dos efeitos das mídias sociais sobre os jovens de hoje e os extremos que eles fazem para alcançar fama na internet.

## Prêmios e indicações
Em junho de 2011, Pânico 4 foi indicado ao Teen Choice Award de Melhor Filme de Terror, mas perdeu para Atividade Paranormal 2. Em 2 de março de 2012, Pânico 4 ganhou o prêmio de Melhor Filme de Terror, e Ghostface ficou em terceiro lugar como Melhor Vilão no Virgin Media Movie Awards.
| Prêmio        | Categoria                | Resultado |
| ------------- | ------------------------ | --------- |
| Scream Awards | Melhor Atriz             | Indicada  |
| Scream Awards | Melhor Atriz Coadjuvante | Indicada  |

## Sequência
Antes do lançamento de Pânico 4, Wes Craven e Kevin Williamson declararam que seu sucesso levaria a um quinto e sexto filmes. Williamson declarou em janeiro de 2010 que foi contratado para escrever um quinto filme, além do quarto. Após o baixo desempenho do filme nas bilheterias, bem como a morte de Craven em 2015, surgiram dúvidas sobre a possibilidade de filmes futuros. Em 2015, a MTV começou a exibir uma série de televisão antológica derivada da franquia, embora nenhum membro do elenco ou da equipe dos filmes estivesse envolvido. Embora a estrela Neve Campbell tenha expressado dúvidas sobre a possibilidade de novos filmes, David Arquette expressou seu desejo de ter um quinto filme em homenagem a Craven.
Em novembro de 2019, foi noticiado que o Spyglass Media Group estava produzindo um novo filme da franquia. Kevin Williamson retornaria como produtor executivo, mas não se sabia se algum dos três membros principais do elenco (Neve Campbell, Courteney Cox e David Arquette) retornaria.
Em março de 2020, foi anunciado que Matt Bettinelli-Olpin e Tyler Gillett dirigiriam o filme, com Kevin Williamson produzindo, e que ele já havia entrado em desenvolvimento oficial, com as filmagens previstas para começar em maio de 2020. No mesmo mês, foi anunciado que David Arquette reprisaria seu papel de Dewey Riley no quinto filme, e James Vanderbilt e Guy Busick foram anunciados como roteiristas adicionais. Em julho de 2020, também foi confirmado que Courteney Cox reprisaria seu papel de Gale Weathers na sequência. Em setembro de 2020, foi confirmado que Neve Campbell e Marley Shelton reprisariam seus papéis como Sidney Prescott e Judy Hicks, respectivamente.
Pânico foi lançado nos cinemas dos Estados Unidos em 14 de janeiro de 2022 pela Paramount Pictures.